# Chris Kropman
Christiaan Michael (Chris) Kropman (Nijmegen, 10 oktober 1919 - Bilthoven, 29 maart 2003) was een Nederlands baanwielrenner. Hij werd in 1945 derde op de Nederlandse kampioenschappen baanwielrennen voor elite op de sprint.
Chris Kropman deed namens Nederland mee aan de Olympische Spelen van 1936 in Berlijn. Hij was onderdeel van de Nederlandse ploeg op de ploegenachtervolging. Naast Kropman bestond de Nederlandse ploeg uit Gerrit van Wees, Ben van der Voort en Adrie Zwartepoorte. Met zijn 16 jaar en 302 dagen was hij de jongste deelnemer aan de wielerwedstrijden op de Spelen.
De Nederlandse ploeg werd in de eerste heat al gelapt (een rondje ingehaald), en was automatisch uitgeschakeld.
Chris Kropman overleed in 2003 op 83-jarige leeftijd.

## Erelijst
1938
- 3e in Kopenhagen, sprint (Amateurs)

1945
- 3e in Nederlands Nationale Kampioenschappen Baanwielrennen (Elite)